# Brenna (gemeente)
De gemeente Brenna is een landgemeente in het Poolse woiwodschap Silezië, in powiat Cieszyński.
Op 30 juni 2004 telde de gemeente 10 164 inwoners.

## Oppervlakte gegevens
In 2002 bedroeg de totale oppervlakte van gemeente Brenna 95,54 km², waarvan:
- agrarisch gebied: 30%
- bossen: 64%

De gemeente beslaat 13,08% van de totale oppervlakte van de powiat.

## Demografie
Stand op 30 juni 2004:
| Omschrijving                   | Totaal | Totaal | Vrouwen | Vrouwen | Mannen | Mannen |
| ------------------------------ | ------ | ------ | ------- | ------- | ------ | ------ |
| eenheid                        | aantal | %      | aantal  | %       | aantal | %      |
| inwoners                       | 10 164 | 100    | 5149    | 50,7    | 5015   | 49,3   |
| bevolkingsdichtheid (inw./km²) | 106,4  | 106,4  | 53,9    | 53,9    | 52,5   | 52,5   |

In 2002 bedroeg het gemiddelde inkomen per inwoner 1377,25 zł.

## Plaatsen
- Brenna (gemeente zetel)
- Górki Wielkie
- Górki Małe

## Aangrenzende gemeenten
Skoczów, Jasienica, Jaworze, Bielsko-Biała, Szczyrk, Wisła en Ustroń.
- Virtual International Authority File: 250479100